# The High End of Low
«The High End of Low» («Високий Кінець Низького» або «Пік Ницості») — сьомий студійний альбом рок-гурту Marilyn Manson, який був випущений 26 травня 2009 року.

## Треклист
1. «Devour»
2. «Pretty as a Swastika»
3. «Leave a Scar»
4. «Four Rusted Horses»
5. «Arma-goddamn-motherfuckin-geddon»
6. «Running to the Edge of the World»
7. «I Want to Kill You Like They Do in the Movies»
8. «WOW»
9. «Wight Spider»
10. «Unkillable Monster»
11. «We're from America»
12. «I Have to Look Up Just to See Hell»
13. «Into the Fire»
14. «15»

### Треклист бонусного диску
1. «Arma-goddamn-motherfuckin-geddon» (Teddy Bears Remix)
2. «Leave a Scar» (Alternate Version)
3. «Running to the Edge of the World» (Alternate Version)
4. «Wight Spider» (Alternate Version)
5. «Four Rusted Horses» (Opening Titles Version)
6. «I Have to Look Up Just to See Hell» (Alternate Version)
7. «Into the Fire» (Alternate Version)

## Учасники запису
- Мерилін Менсон — вокал, тексти, додаткова перкусія, додаткові гітари, співкомпозитор (10)
- Джиндер Фіш — лайв-барабани, фортепіано (14)
- Кріс Вренна — лайв-клавіші, клавішні, барабани, перкусія, додаткова перкусія, співкомпозитор всіх пісень
- Твіґґі Рамірез — гітари, бас, клавішні, бек-вокал, співкомпозитор всіх пісень